# Drepanolejeunea longifolia
Drepanolejeunea longifolia är en bladmossart som beskrevs av Ajit P.Singh, V.Nath et A.K.Asthana. Drepanolejeunea longifolia ingår i släktet Drepanolejeunea och familjen Lejeuneaceae. Inga underarter finns listade i Catalogue of Life.